# Fratelli Chiodo
Charles Anthony Chiodo (New York, 24 maggio 1952),  
Stephen Joseph Chiodo (New York, 2 marzo 1954) e  
Edward Michael Chiodo (New York, 25 agosto 1960), meglio noti come

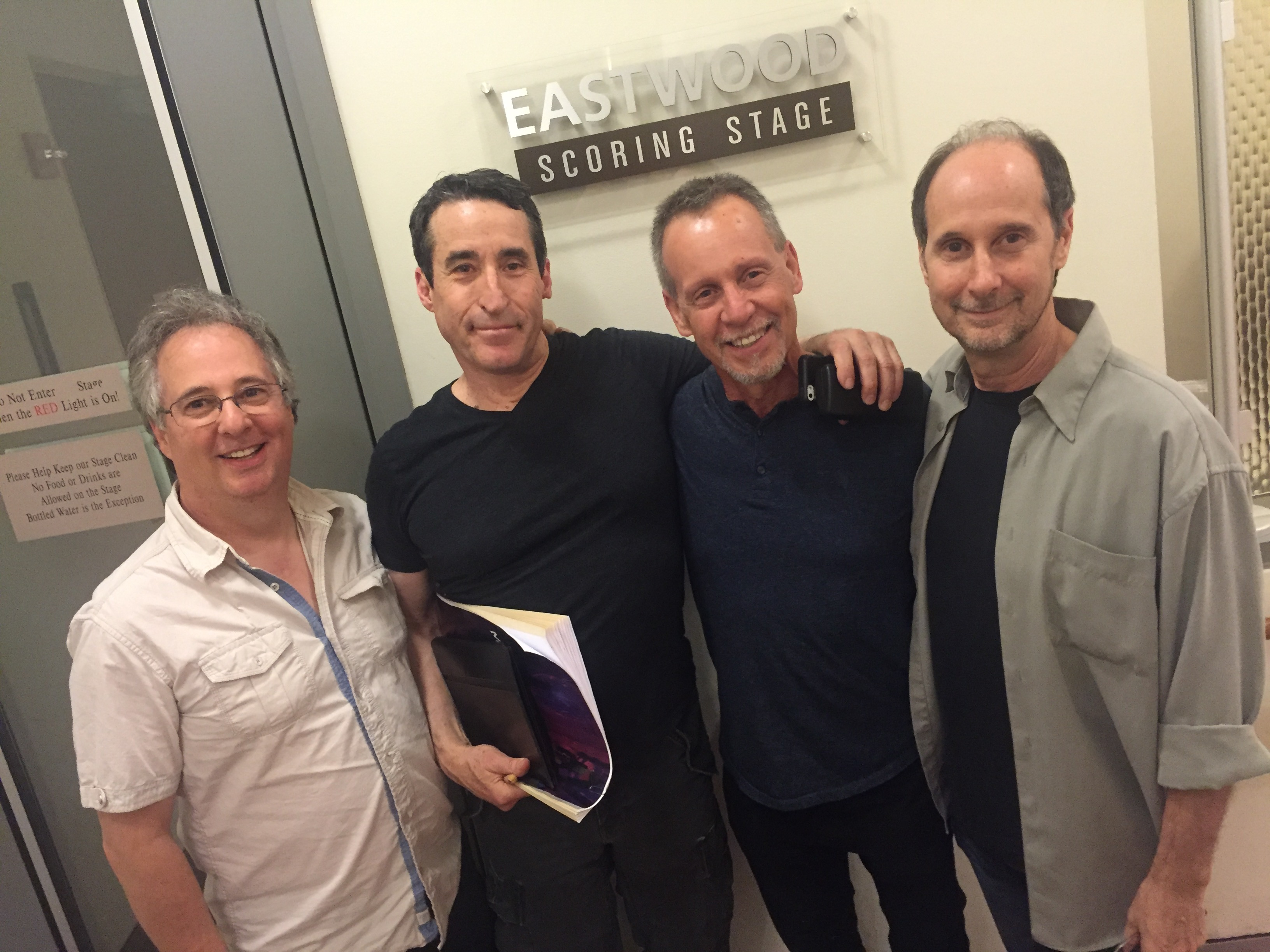
Da sinistra a destra: Edward Chiodo, John Massari (compositore della colonna sonora di Killer Klowns from Outer Space), Charles Chiodo e Stephen Chiodo

i Fratelli Chiodo (in lingua inglese The Chiodo Brothers), sono un trio artistico di effettisti, registi e produttori cinematografici statunitensi originari del Bronx, New York.

## Biografia
Charles, Stephen e Edward Chiodo nascono nel Bronx e dopo aver intrapreso strade diverse (Charles, il più vecchio, frequenta il Pratt Institute, Stephen, premiato al festival di Cannes come miglior regista giovane nel 1976, il Rochester Institute of Technology, e Edward, il più giovane, la Hofstra University a Hempstead, dove studia film e comunicazione), si ritrovano per formare una loro compagnia di effetti speciali e animazione, attraverso la quale finanziano il loro primo - e tuttora unico - lungometraggio da registi, Killer Klowns from Outer Space.
Parallelamente svolgono l'attività di produttori (Land of the Lost) e realizzatori di effetti speciali o brevi inserti animati per lavori come Critters, gli extraroditori, Team America: World Police, I Simpson e A cena con un cretino.
Nonostante vengano accreditati sotto l'etichetta di Chiodo Bros., i tre hanno ruoli diversi all'interno del gruppo: Charles, illustratore e designer, è a capo della direzione artistica di tutti i progetti per i quali vengono chiamati, dagli storyboard all'aspetto visivo, fino alle scelte di design; Stephen svolge solitamente il ruolo di sceneggiatore, regista e produttore, mentre Edward si occupa degli aspetti burocratici della compagnia, svolgendo il ruolo di produttore esecutivo.
La band post-hardcore Chiodos deve il proprio nome ai tre fratelli, come omaggio alle loro opere.

## Filmografia parziale

### Supervisori degli effetti speciali
- Critters, gli extraroditori (Critters), regia di Stephen Herek (1986)
- Critters 2, regia di Mick Garris (1988)
- Killer Klowns from Outer Space regia dei fratelli Chiodo (1988)
- King Cobra, regia di David Hillenbrand e Scott Hillenbrand (1999)
- I Simpson (The Simpsons) - serie TV, 5 episodi (2000-2013)
- Piñata - L'isola del terrore (Demon Island), regia di David Hillenbrand e Scott Hillenbrand (2002)
- Elf - Un elfo di nome Buddy (Elf), regia di Jon Favreau (2003)
- Team America: World Police, regia di Trey Parker (2004)
- A cena con un cretino (Dinner for Schmucks), regia di Jay Roach (2010)

### Registi
- Killer Klowns from Outer Space (1988)

### Sceneggiatori
- Killer Klowns from Outer Space, regia dei fratelli Chiodo (1988)

### Produttori
- Land of the Lost - serie TV, 8 episodi (1991-1992)